# Red Velvet Cake
Red Velvet Cake (doslova „dort z červeného sametu“), zvaný též Mahogany Cake nebo Red Devil Cake, je druh dortu pocházející z jihu USA. Jeho těsto je zbarvené do tmavočervena následkem chemické reakce mezi kakaovým práškem a kyselými přísadami, v současnosti se ale k dosažení požadované barvy častěji používá barvivo. I přes to se dá považovat za druh čokoládového dortu. Prokládá se vrstvami krému. Proslavené dorty tohoto typu servíruje od 20. let 20. století newyorský hotel Waldorf Astoria.

## Historie
Předpokládá se, že Red Velvet Cake pochází z Marylandu na počátku 20. století. V 19. století se, jemný a sametový drobenkový dort, začal podávat jako ozdobný dezert. Přibližně na přelomu 20. století byl představen Devil's Food Cake a někteří lidé věřili, že vznikl z Red Velvet Cake. Klíčový rozdíl mezi těmito dvěma dorty je ten, že Devil's Food Cake používá čokoládu a Red Velvet Cake používá kakao.